# П'єтро Бадоер Партичипаціо
П'єтро Бадоер Партичипаціо (італ. Pietro Badoer Participazio) (?—942) — 20-й дож Венеції.

## Біографія
Був сином вісімнадцятого дожа Орсо II Партичипаціо. 912 року останній відправив П'єтро до Константинополя для того, щоб зміцнити відносини з імператором Левом VI. Тут він отримав титул протоспафарія. На зворотньому шляху П'єтро було схоплено Михайлом, князем Захумлє, та відправлено до Симеона I, царя Болгарії. Хлопця було звільнено завдяки венеційській дипломатії чи за викуп.
Після смерті 939 року дожа П'єтро II Кандьяно поновилася боротьба між прихильниками родів Партичипаціо і Кандьяно, в результаті чого зрештою дожем було обрано П'єтро Бадоер Партичипаціо. Протягом свого володарювання він не зробив нічого видатного. Помер через три роки після обрання і був похований у церкві Св. Фелікса і Фортунато в Амміані поруч зі своїм батьком.
Вже його сини Орсо й Джованні носили лише прізвище Бадоер